# Pachacámac (sitio arqueológico)
Pachacámac es un sitio arqueológico ubicado en el distrito de Pachacámac, en la ciudad de Lima, capital del Perú. Se encuentra a la margen derecha del río Lurín, muy cerca del océano Pacífico y frente a un grupo de islas homónimas. Abarca unas 500 hectáreas; presenta cuatro templos, catorce edificios de plataformas con rampa, veintiún edificaciones y varias plazas, además, contiene los restos de diversos edificios que datan del Intermedio Temprano (siglo III) hasta el Horizonte Tardío (siglo XV), siendo los edificios del periodo Inca (1450-1532) los mejor conservados.
Allí se hallaba un antiguo oráculo prehispánico construido básicamente con ladrillos de adobe. Este sitio era el principal lugar del culto al dios Pachacámac, a quien se le atribuía la creación del universo y de todo lo que este contiene. Y que tiene debajo un túnel de agua que por ahí llega a todo el lugar pero ahora ya no está en uso.
El sitio arqueológico forma parte de la red vial del Qhapaq Ñan.

## Estructuras
Sus mayores estructuras arquitectónicas son las siguientes:
- Templo del Sol, la construcción más imponente erigida por los incas.
- Templo de la Luna o Acllahuasi, también de la época inca. Fue restaurado por J. C. Tello, quien lo llamó Mamaconas.
- Templo Viejo, el más antiguo de la cultura Lima, se halla actualmente en ruinas.
- Templo Pintado, de la época Huari.
- Edificio de Tauri Chumpi, donde presumiblemente se alojó el último gobernador local de la época inca.
- Nunciaturas regionales o conjunto de pirámides con rampa, de la cultura Ichma.
- Plaza de los peregrinos, de la época inca.

Se pueden visitar los edificios, los templos, las plazas y el Museo de sitio, el cual conserva piezas de valor encontradas en este lugar.

## Historia del santuario

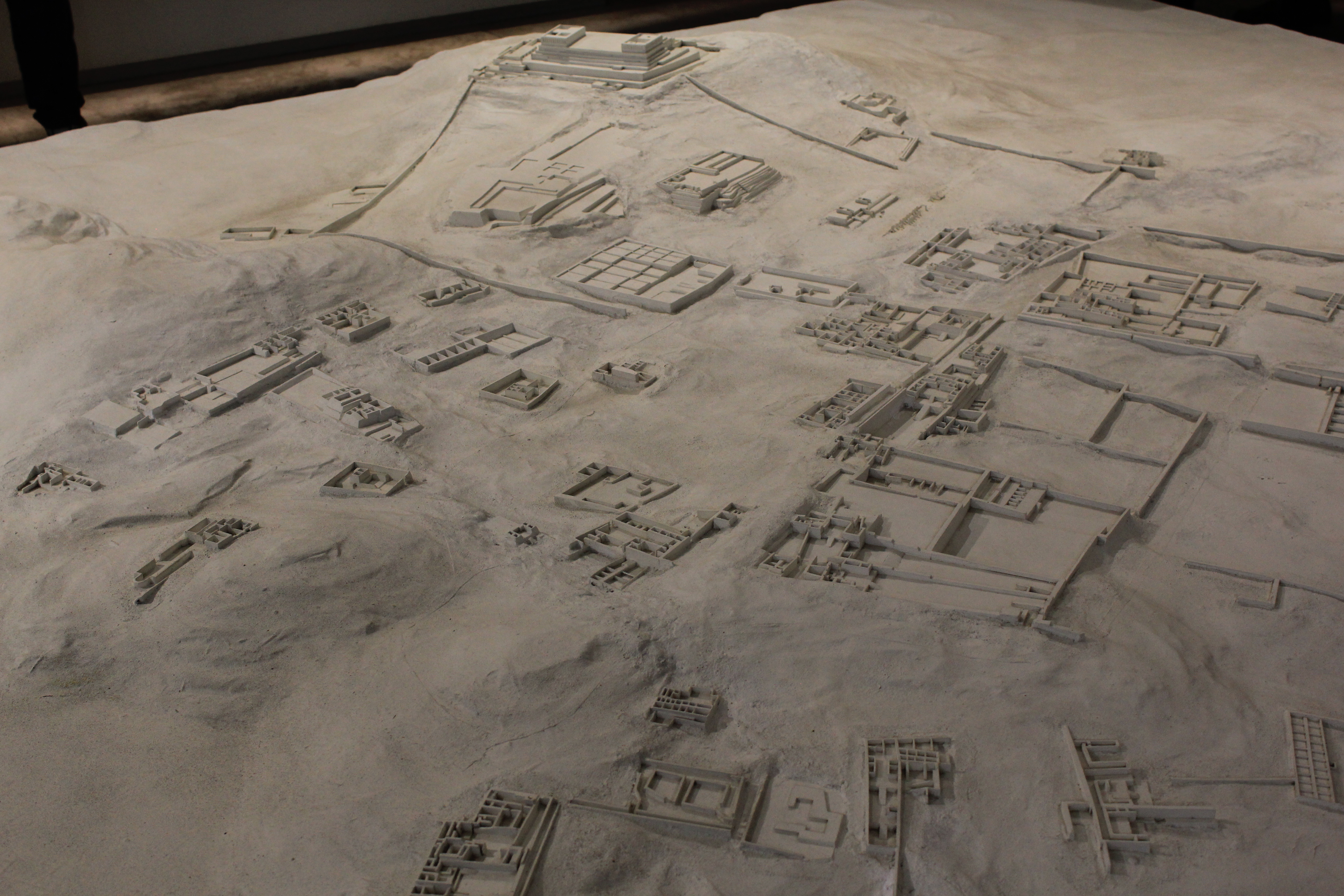
Maqueta que representa la reconstrucción y extensión del complejo arqueológico de Pachacámac.

El Santuario Arqueológico de Pachacámac es considerado como el más importante centro ceremonial prehispánico de la costa y un testimonio excepcional de una tradición prehispánica siendo esta de carácter religioso, foco de mestizaje y fusión cultural.[cita requerida] Durante el uso de este santuario, sus templos eran visitados por multitudes de peregrinos en ocasión de los grandes rituales andinos; puesto que, Pachacámac era un acertado oráculo capaz de predecir el futuro y controlar los movimientos de la tierra. Al santuario de Pachacámac acudían también habitantes de todos los Andes en busca de soluciones a sus problemas o respuestas a sus dudas.
La palabra Pachacámac significa “alma de la tierra, el que anima el mundo”. Los antiguos peruanos creían que un solo movimiento de su cabeza ocasionaría terremotos. No se le podía mirar directamente a los ojos, e incluso sus sacerdotes ingresaban al recinto de espaldas.[cita requerida] El culto a Pachacámac era el centro de toda religión costeña. Asimismo, según los datos arqueológicos, Pachacámac se inició en el formativo tardío ya que en las pampas ubicadas frente a la zona monumental se encuentra un cementerio correspondiente a pobladores que probablemente vivían dedicados a la pesca, la agricultura y a la explotación de las lomas.
El santuario está ubicado en el valle de Lurín, el cual constituye el marco territorial de su emplazamiento, y en cuyas márgenes, se asentaron desde hace tres mil años una serie de pueblos aprovechando sus aguas. Las primeras ocupaciones datan del periodo Arcaico (5000 a. C.); luego, en el periodo Formativo (1800 a. C.– 200 a. C.) destacan Mina Perdida, Cardal y Manchay; en el Formativo Tardío (200 a. C.– 200 d. C.) se distinguen diversos estilos locales tales como Tablada de Lurín y Villa El Salvador.
En el periodo de los Desarrollos Regionales (200-600 d. C.) se desarrolló la cultura Lima que se distribuye en la costa central en los valles contiguos de Chancay, Chillón, Rímac y Lurín. La construcción del santuario se inició en este periodo, siendo Pachacámac el centro más importante del valle de Lurín. En ese entonces se construyeron tanto el Templo Viejo, una imponente mole hecha con adobitos formando paneles con técnica de “librero”, como el Conjunto de Adobes Lima “Adobitos”.
Desde el 600 al 1100 d. C., se concentran evidencias del imperio Wari en Pachacámac. El apogeo del oráculo de Pachacámac ocurrió precisamente durante el periodo Horizonte Medio - Wari, al transformarse en un centro religioso que atraía gran cantidad de peregrinos alcanzando un primer esplendor panandino. De esta época data un extenso cementerio, excavado por Max Uhle en 1896, que se encuentra al pie y por debajo del Templo de Pachacámac, así como una serie de ofrendas de cerámica halladas en la zona.

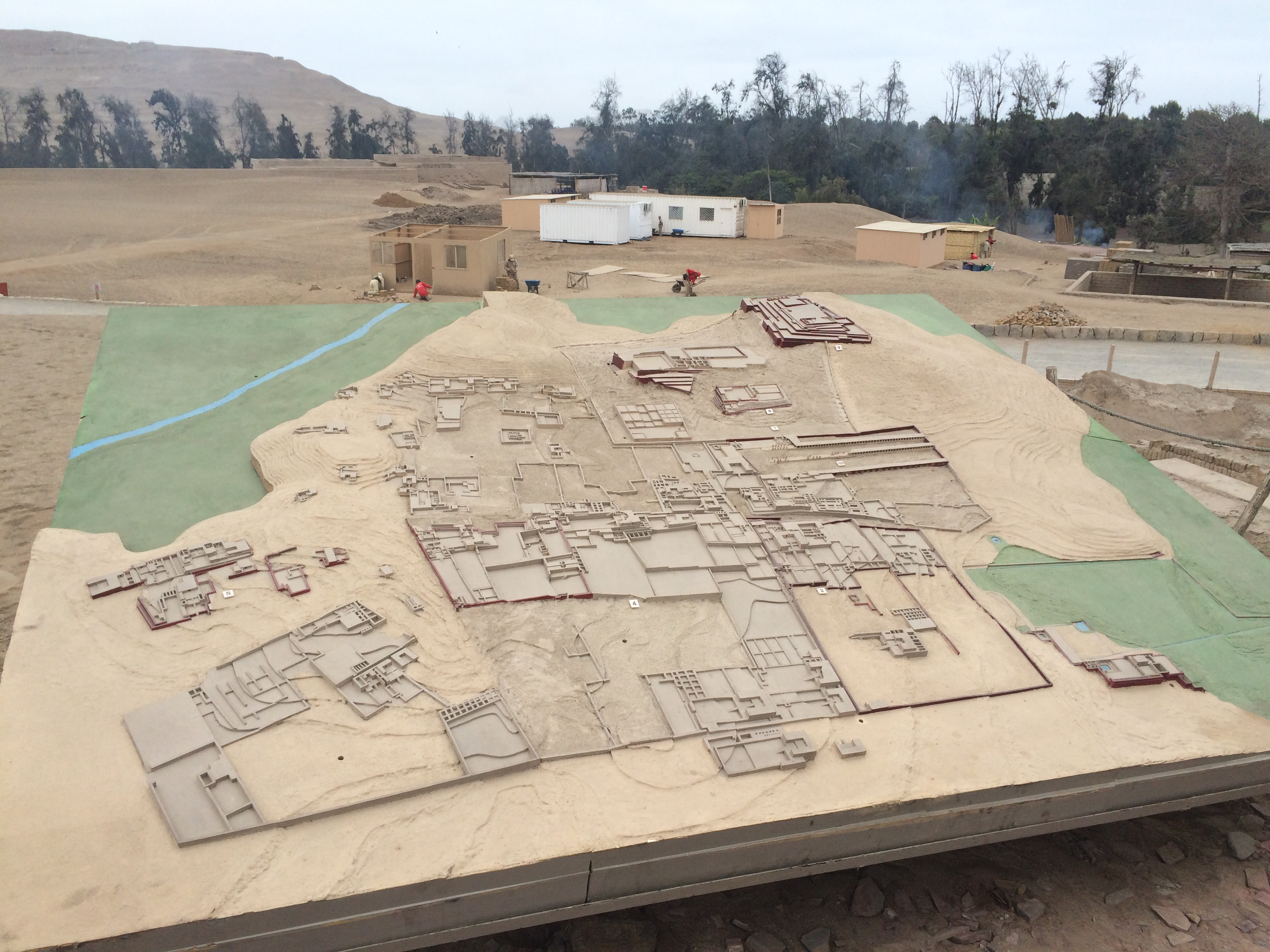
Otra maqueta del complejo arqueológico.

Hacia 1100 d. C., los Ychma establecieron su centro de poder en Pachacámac, con una serie de asentamientos habitacionales y administrativos que incluyen pirámides con rampa, entre otros, sobresaliendo Tijerales, Quebrada Golondrina, Pacae Redondo y Panquilma, en el valle de Lurín. En 1470´, los Incas habían establecido en Pachacámac una importante capital provincial donde destacaban edificaciones como el Templo del Sol y el Acllawasi, entre otros. A la importancia religiosa de Pachacámac se sumó su funcionamiento como uno de los principales centros administrativos de la costa durante este periodo.
A la llegada de los conquistadores españoles, en 1533, Pachacámac era el santuario más importante de la costa, tal como lo aseguran los relatos de los cronistas. El abandono del santuario de Pachacámac data de la época de la Colonia. Con el paso del tiempo, destacados investigadores como Max Uhle, Julio C. Tello, Arturo Jiménez Borja, Izumi Shimada y Denise Pozzi-Escot (directora del Museo del Sitio de Pachacámac, (MSPAC), entre otros, han aportado importantes investigaciones para entender el santuario.
Actualmente, el Ministerio de Cultura, continúa desarrollando una serie de trabajos de investigación y conservación, para contribuir al conocimiento y difusión de tan importante patrimonio arqueológico.

## Cronología

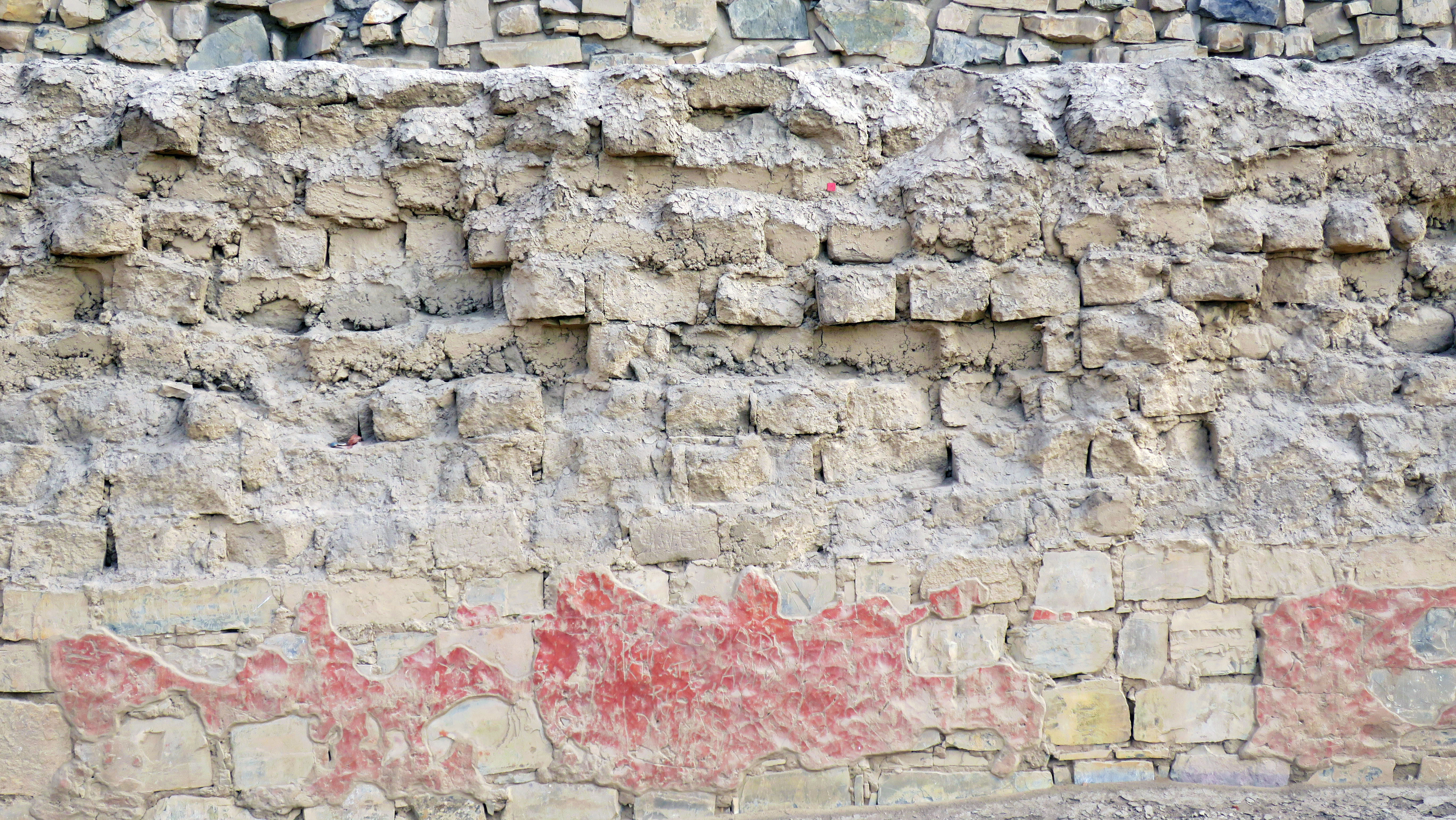
Restos de pintura roja y amarilla en los muros de Pachacámac.

- Intermedio Temprano (100-650 d. C.). Es la época más antigua que corresponde a la cultura Lima. De esta época son el Templo Viejo (o Templo de Pachacámac), el Templo de Urpi Huachac (la esposa mitológica del dios Pachacámac) y el Conjunto Adobitos, construidos a base de pequeños adobes o “adobitos”. Es posible también que edificios posteriores cubran otras construcciones de esta época.
- Horizonte Medio (650-900 d. C.). Es la época de la dominación de la cultura Huari. Pertenece a ella el Templo Pintado y el Cementerio Uhle.
- Intermedio Tardío (900-1450 d. C.). Pachacámac se convierte en el principal centro del Señorío Ichma. De esta época son unos 16 edificios con rampas de acceso, que los arqueólogos han denominado Templos con Rampa o las Nunciaturas. De ellos han sido estudiados tres, denominados como I (o edificio JB [Jiménez Borja]), II y III.
- Horizonte Tardío (1450-1532 d. C.). Es la época de la dominación de los incas, quienes remodelan Pachacámac, adaptándola a sus fines políticos y religiosos. De esta época son el Templo del Sol (la edificación más imponente), el Templo de la Luna o Acllahuasi, el Edificio de Tauri Chumpi (o del gobernador incaico) y la Plaza de los Peregrinos.

## Estudios e investigaciones

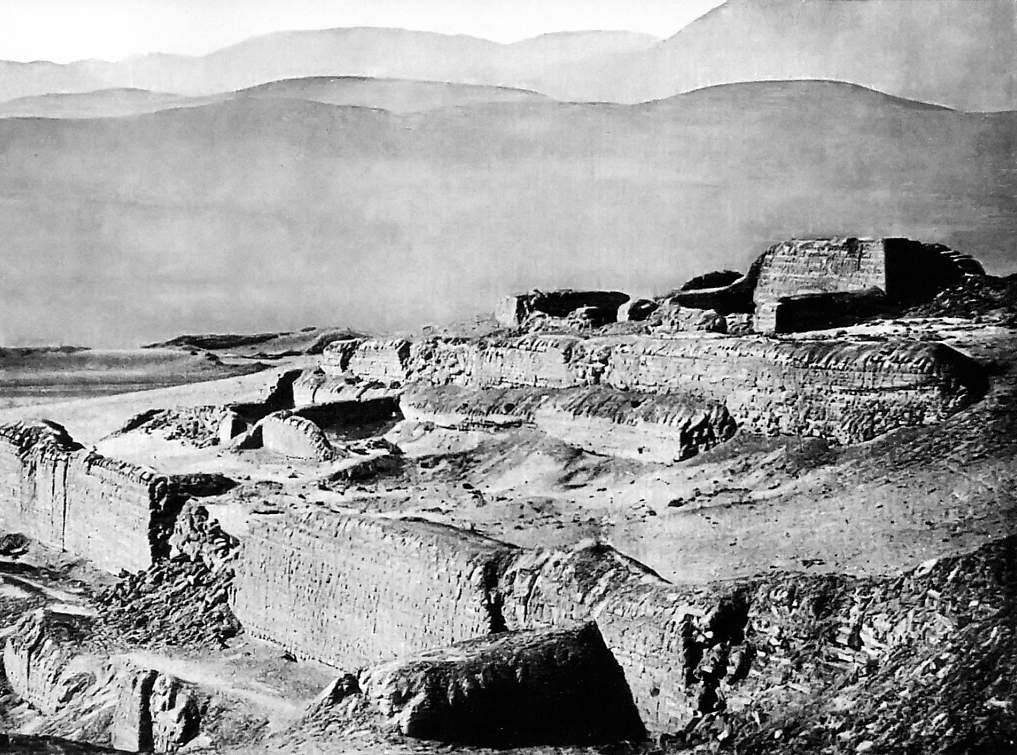
Vista fotográfica de Pachacámac, hacia el año 1900.

Las primeras excavaciones arqueológicas de carácter científico en Pachacámac fueron llevadas a cabo por el arqueólogo alemán Max Uhle en 1897, y se concentraron en dos edificios a los que se denominó Templo del Sol y Templo de la Luna (Acllahuasi). Sobre estos estudios, el sabio alemán publicó en 1903, la magnífica obra titulada Pachacámac, que fue muy elogiado y todavía se utiliza como texto básico para el estudio de la arqueología sudamericana. Uhle fue el primero en notar en las cerámicas, textiles y otros artefactos desenterrados, iconografías propias de Tiahuanaco (cultura del altiplano), que hoy sabemos que en realidad se trata del estilo de la cultura huari, pero que en su momento llevó a teorizar sobre la existencia de un imperio tiahuanacota en la región andina. Asimismo, fue el primero en América en usar en sus excavaciones el método estratigráfico, lo que le permitió evaluar la antigüedad de unos restos con relación a otros sobre la base de su posición en los estratos analizados.

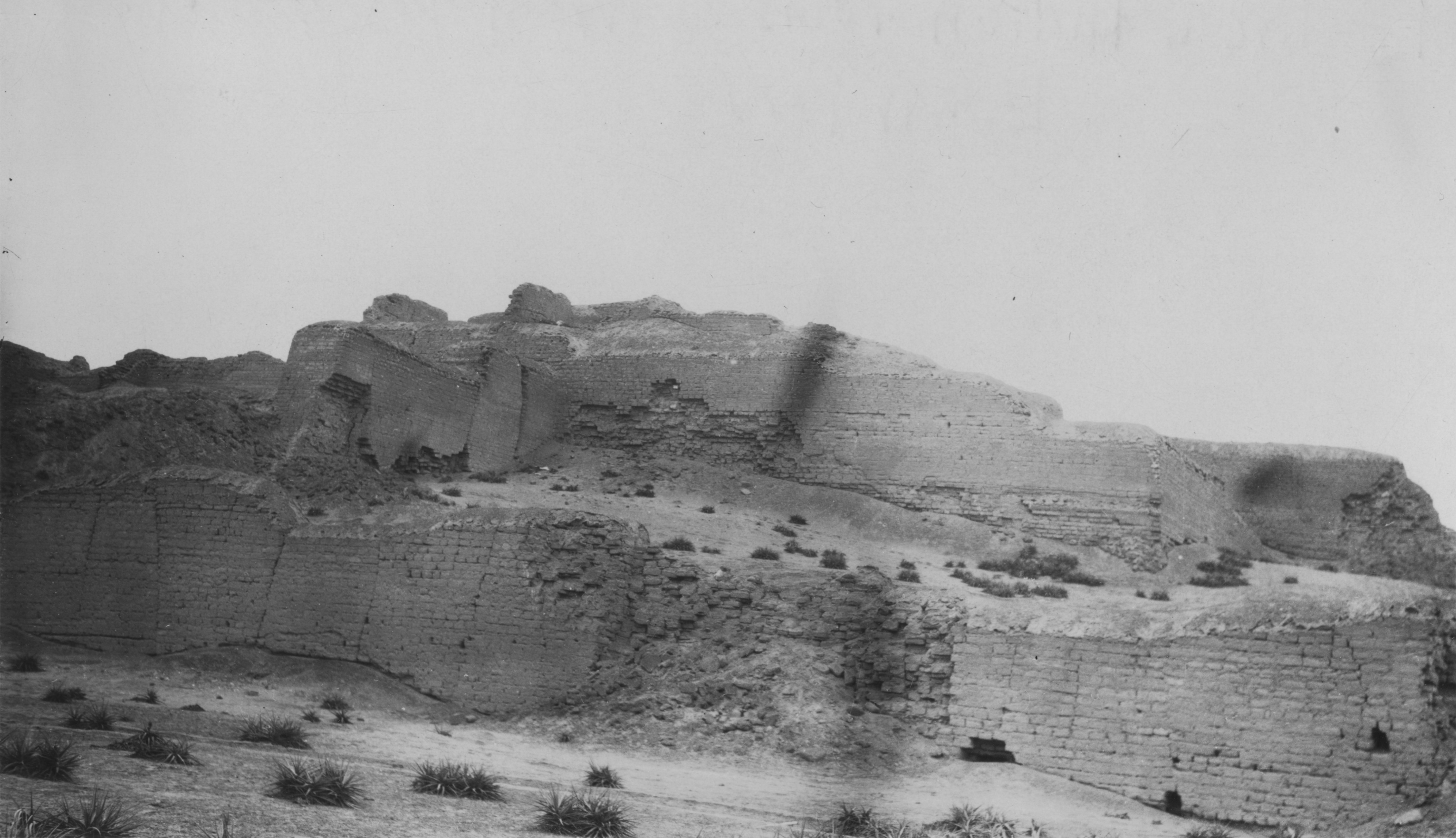
Otra vista de las ruinas de Pachacámac a mediados del.

Años después, en 1938, el estadounidense Albert Giesecke dirigió un proyecto de la reconstrucción del sitio con el patrocinio del Museo Nacional, el mismo que puso al descubierto importantes vestigios en el área del Templo del Sol, como fibras de tejido y utensilios bien conservados. También inició la reconstrucción del Acllahuasi. La labor de Giesecke, que no era arqueólogo de profesión (era en realidad economista y maestro), fue enérgicamente criticada por Julio C. Tello, entonces director de Museo Antropológico del Magdalena de Lima, quien asumió dicha labor en 1939. Tello reveló los detalles arquitectónicos del Templo del sol que había sido cubierto por depósitos de arena y descubrió una plaza rectangular al este del templo, probablemente usada para acoger a la gente que iba de romería al santuario, por lo que fue denominado Plaza de los Peregrinos. Tello también descubrió un sistema de cisternas y acueductos que recogía el agua de los estratos acuíferos del subsuelo, uno de los cuales era aún visible al sur del Acllahuasi, edificio que Tello denominó Mamaconas. Este último, fue completamente restaurado, pero se cuenta que cuando Max Uhle, después de largos años de ausencia, estuvo nuevamente en el Perú en 1941, fue a ver Pachacámac y se irritó al ver las restauraciones que había hecho Tello. Moviendo la cabeza dijo: “¡Esto no es el Pachacámac que conocí!”.
En 1941, el Institute of Andean Research inició excavaciones estratigráficas en la zona, bajo la supervisión de William Duncan Storng y Gordon Willey.
En 1962, Arturo Jiménez Borja, director del museo del sitio de Pachacámac, dirigió excavaciones que pusieron al descubierto numerosos artefactos. Ese mismo año, descubrió un camino en zigzag que se dirigía al Templo del Sol. En los años siguientes, dirigió las excavaciones complementarias en el lado norte de dicho templo y puso a la luz lo que denominó el Palacio de Tauri Chumpi (nombre del gobernador inca de Pachacámac durante la época de la conquista española) y otras estructuras residenciales del período Inca.
En 1999, empezó el "Proyecto Ychsma", cuya finalidad era determinar la función, el desarrollo y la influencia de Pachacámac durante el período Ichma, inmediatamente anterior al periodo Inca (hacia 1100-1450 d. C.). Los trabajos fueron dirigidos por el arqueólogo Peter Eeckhout de la Universidad Libre de Bruselas y se enfocaron en las pirámides con rampa.
En 2003, se inició el "Proyecto Arqueológico Pachacámac", dirigido por Izumi Shimada, que hizo excavaciones en la Plaza de los Peregrinos, demostrando definitivamente el uso ceremonial de tal sitio gracias a la recuperación de ídolos, telas y ceramios.
Desde 2012, una misión científica del Consiglio Nazionale delle Ricerche de Italia, dirigido por Nicola Masini, realiza un estudio sobre el antiguo sistema de canalización del agua a través de métodos basados en geofísica y la teledetección por satélite.

## Descripción

### Templo Viejo
Es la edificación más antigua e imponente del conjunto. Actualmente, se halla muy destruida, aunque todavía quedan restos de sus muros de contención. Está asentado sobre un promontorio rocoso y se caracteriza por el uso masivo de pequeño ladrillos de adobe crudo (secados al sol), estilo que lo permite ubicar cronológicamente en el Intermedio Temprano, bajo la influencia de la cultura lima (siglo III a siglo VII d. C.) y se usó hasta inicios del Imperio Wari (550-700 d. C.).
Asimismo, es una gran plataforma construida con millones de adobes cúbicos hechos a mano con una rampa de acceso ubicada al este. Según Tello, este templo, originalmente, era dedicado al dios Pachacámac, esta teoría surgió después de que se encontraran ofrendas de diferentes tipos en el templo.

### Templo del Sol

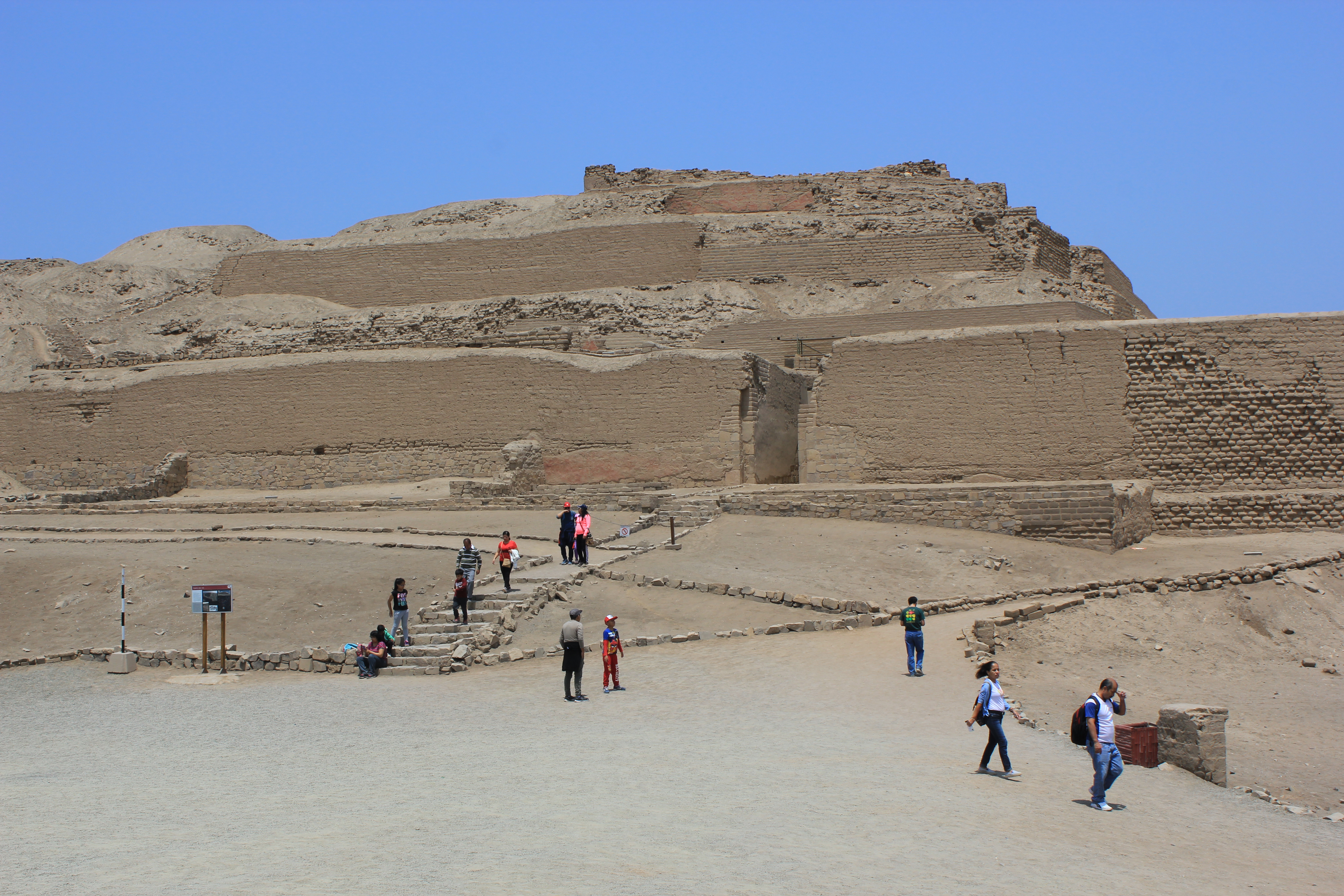
Vista de la entrada al Templo del Sol.

Es la edificación más grande y mejor conservada de Pachacámac. Se levanta también sobre un promontorio rocoso, muy cerca del mar, alzándose a unos 40 m desde el nivel del suelo, y dominando todo el conjunto. Fue construido por los incas alrededor de 1450 d. C. como santuario del dios Sol, la divinidad oficial del Tahuantinsuyo. Está constituida por cinco plataformas superpuestas, que en conjunto conforman una pirámide trunca. Sus bases están constituidas mayormente por muros de piedra canteada; el resto del edificio está construido con grandes adobes, unidos con argamasa de barro. Tanto las piedras como los adobes estaban enlucidos con capas de tierra fina, con evidencias de haber estado pintado en toda su extensión con color escarlata o bermellón intenso. En su frontis occidental, que da al mar, se distinguen una fila de hornacinas trapezoidales, de inconfundible estilo incaico.

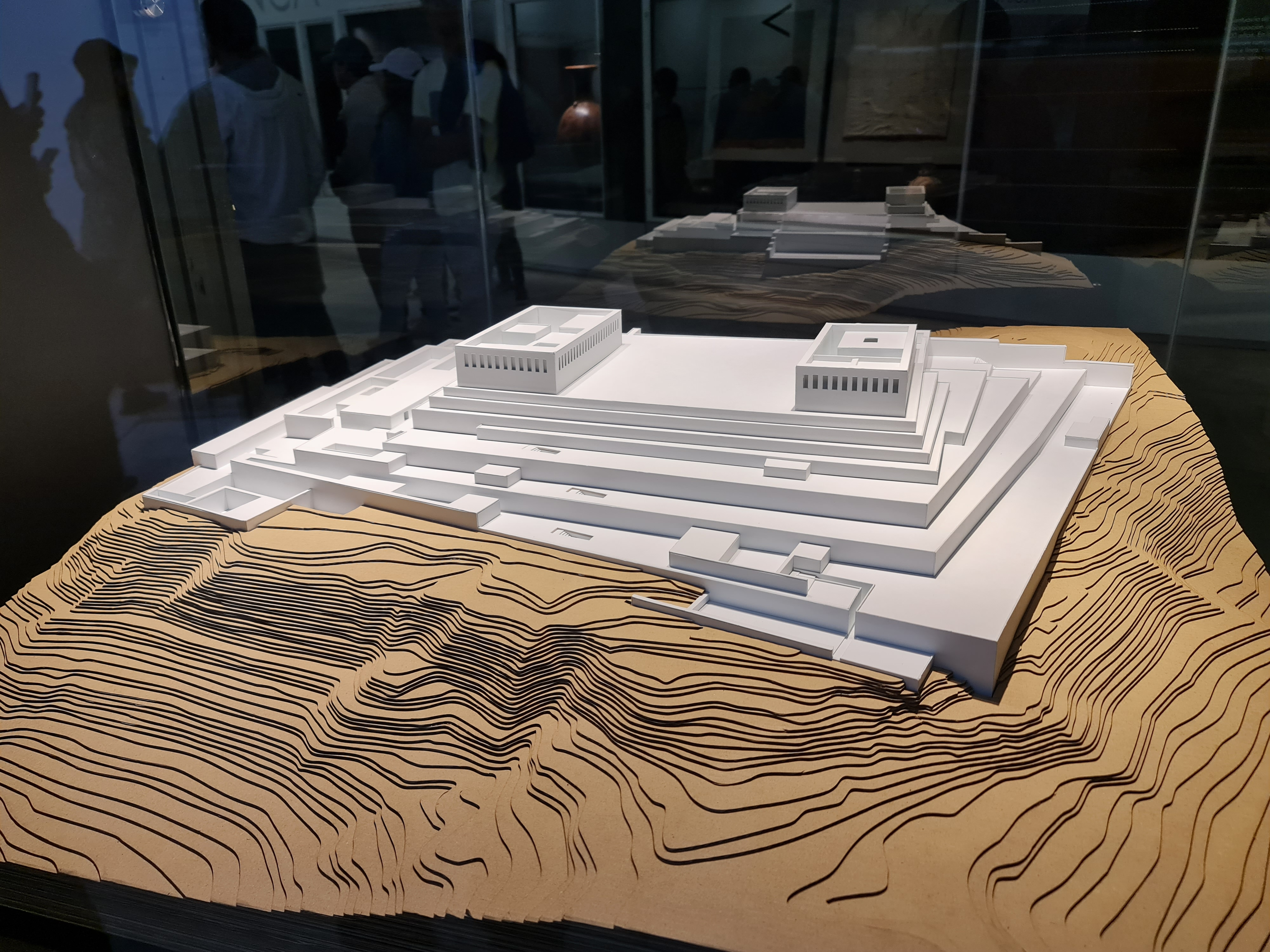
Maqueta que representa la reconstrucción del Templo del Sol.

Este fue el templo que los españoles, comandados por Hernando Pizarro, profanaron en enero de 1533, según relato del cronista Miguel de Estete. Los españoles, que andaban en busca de oro y plata, subieron a la cima de la pirámide, donde se guardaba dentro de una bóveda pequeña, el ídolo del dios Pachacámac, tallado en madera, el cual fue sacado y quemado. El suceso conmovió a los nativos, quienes temieron una catástrofe como castigo; sin embargo, nada ocurrió. A partir de entonces los sacerdotes españoles se esforzaron en extirpar lo que llamaban “idolatrías” y en destruir los “adoratorios del demonio”, de acuerdo a la concepción católica. Pero, de acuerdo a estudios hechos por la investigadora María Rostworowski, el viejo culto a Pachacámac se ha sincretizado en un tono perenne con la moderna veneración católica al Señor de los Milagros, llamado también Cristo de Pachacamilla y que, coincidentemente, tiene también como color simbólico el morado, similar al escarlata o bermellón, usado profusamente en el ceremonial del dios de Pachacámac (o Ichma, su nombre original).

### Templo de la Luna o Mamaconas

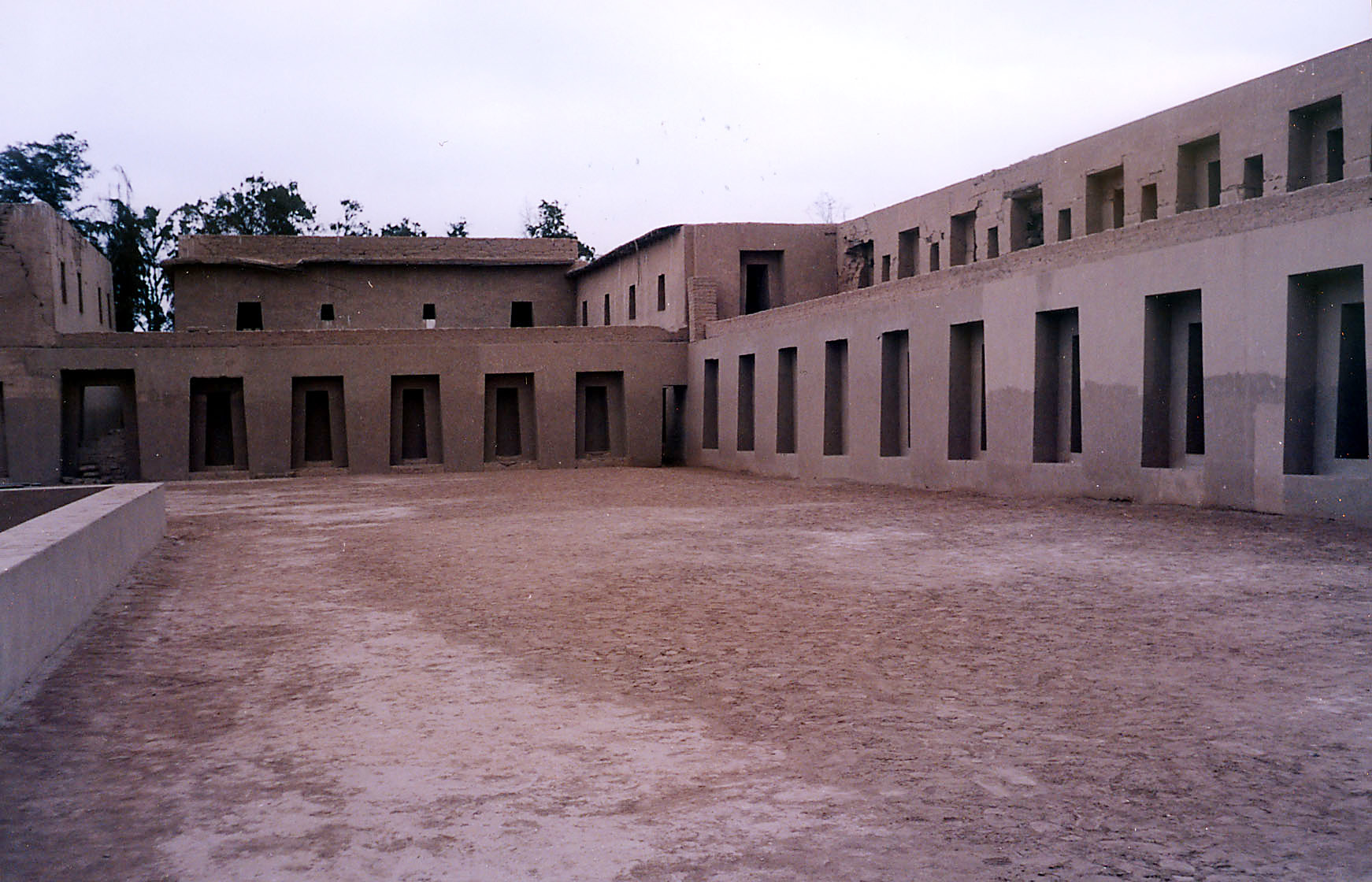
Templo de la Luna o Mamaconas.

Como el templo del Sol, fue construida a partir del 1450 d. C. en el periodo tardío por los incas.
Llamado también Santuario de la Pachamama. Fue Max Uhle quien lo denominó Templo de la Luna, mientras que Julio C. Tello lo llamó Mamaconas. Fue restaurado por Alberto Giesecke en 1938 y luego por Tello en 1940. Los daños serios que se notan actualmente en su estructura fueron causados por el terremoto de 1940 y a otros temblores posteriores.

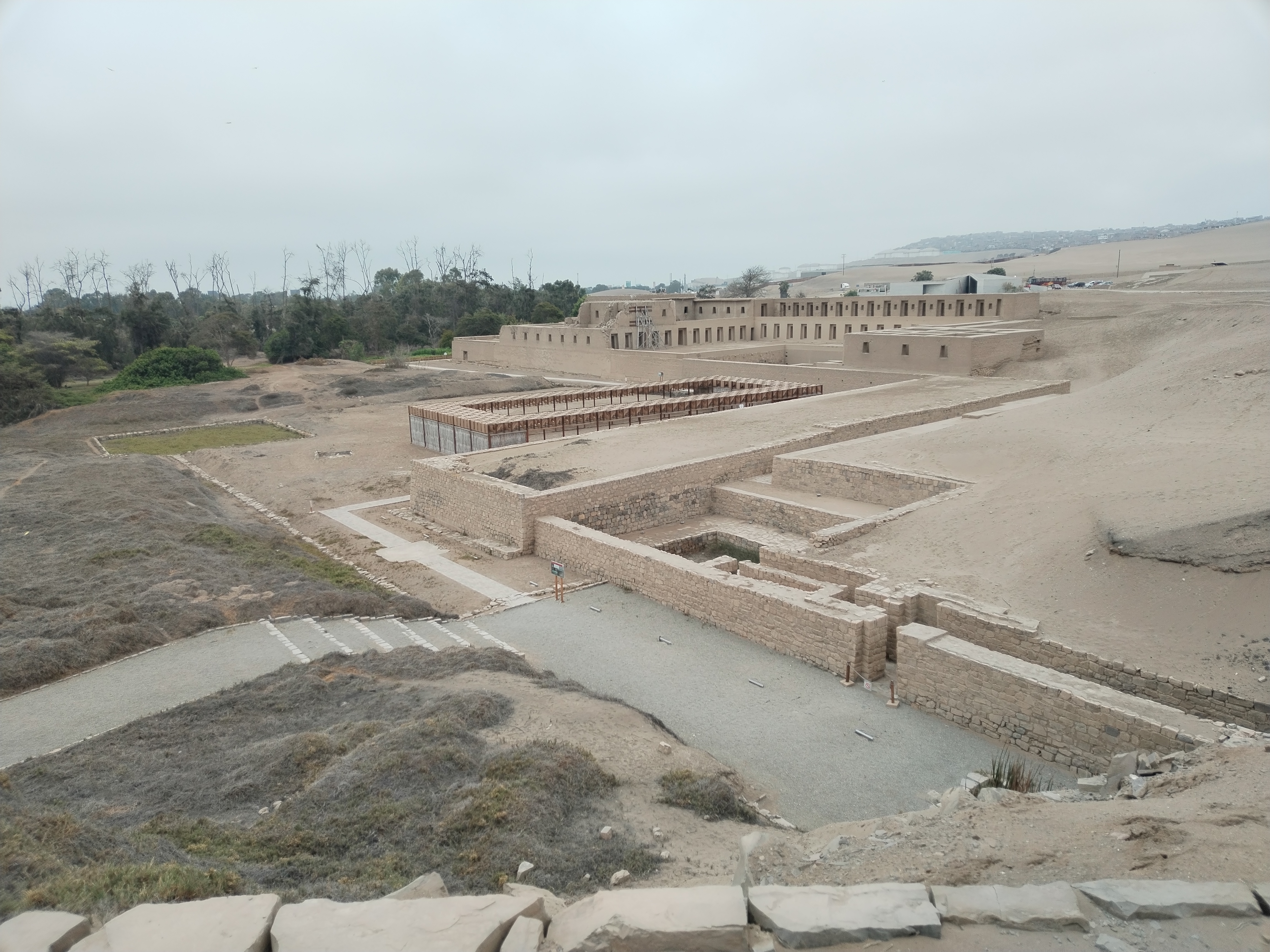
Panorámica del Templo de la Luna.

Fue indudablemente un Acllahuasi o casa de las acllas, residencia de las mujeres escogidas, que los españoles equipararon a las vestales de la antigua Roma. Se sitúa en la parte baja del área ocupada por las ruinas de Pachacámac. Presenta graderías, patios, sitios ceremoniales, reservorios de agua, depósitos e innumerables habitaciones. Es en este edificio donde se distingue, más nítidamente que en otros, el estilo arquitectónico incaico, no solo por sus hornacinas y puertas trapezoidales de doble jamba, sino también por las piedras de sus muros que se ven por extensos tramos, de inconfundible factura cuzqueña. Las hornacinas sobrepasan los 2 m de alto y posiblemente sirvieron como nichos de ídolos traídos de diversas provincias.

### Edificio de Tauri Chumpi

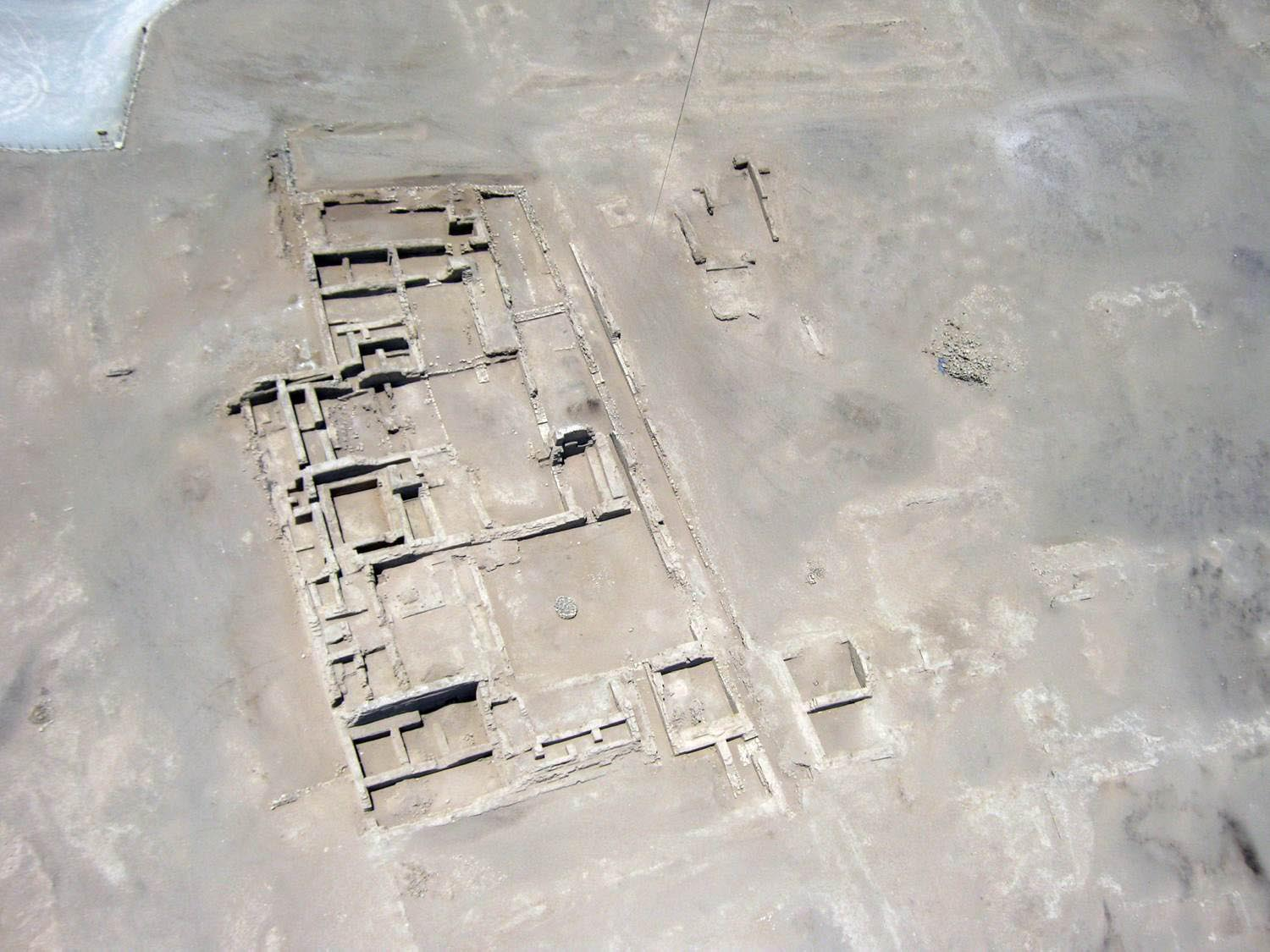
Vista aérea de los muros de Tauri Chumpi.

Es un complejo arquitectónico que se asienta sobre un promontorio rocoso, hacia el norte, considerado como la residencia de Tauri Chumpi o Taurichumbi, el curaca o gobernador incaico de Pachacamac al producirse la llegada de los españoles. Fue precisamente Tauri Chumpi quien recibió a Hernando Pizarro y su pequeña hueste en 1533. Se trataría pues, de un ejemplo de la arquitectura civil de Pachacámac. Presenta altos muros, depósitos, corrales y habitaciones.

### «Nunciaturas» regionales

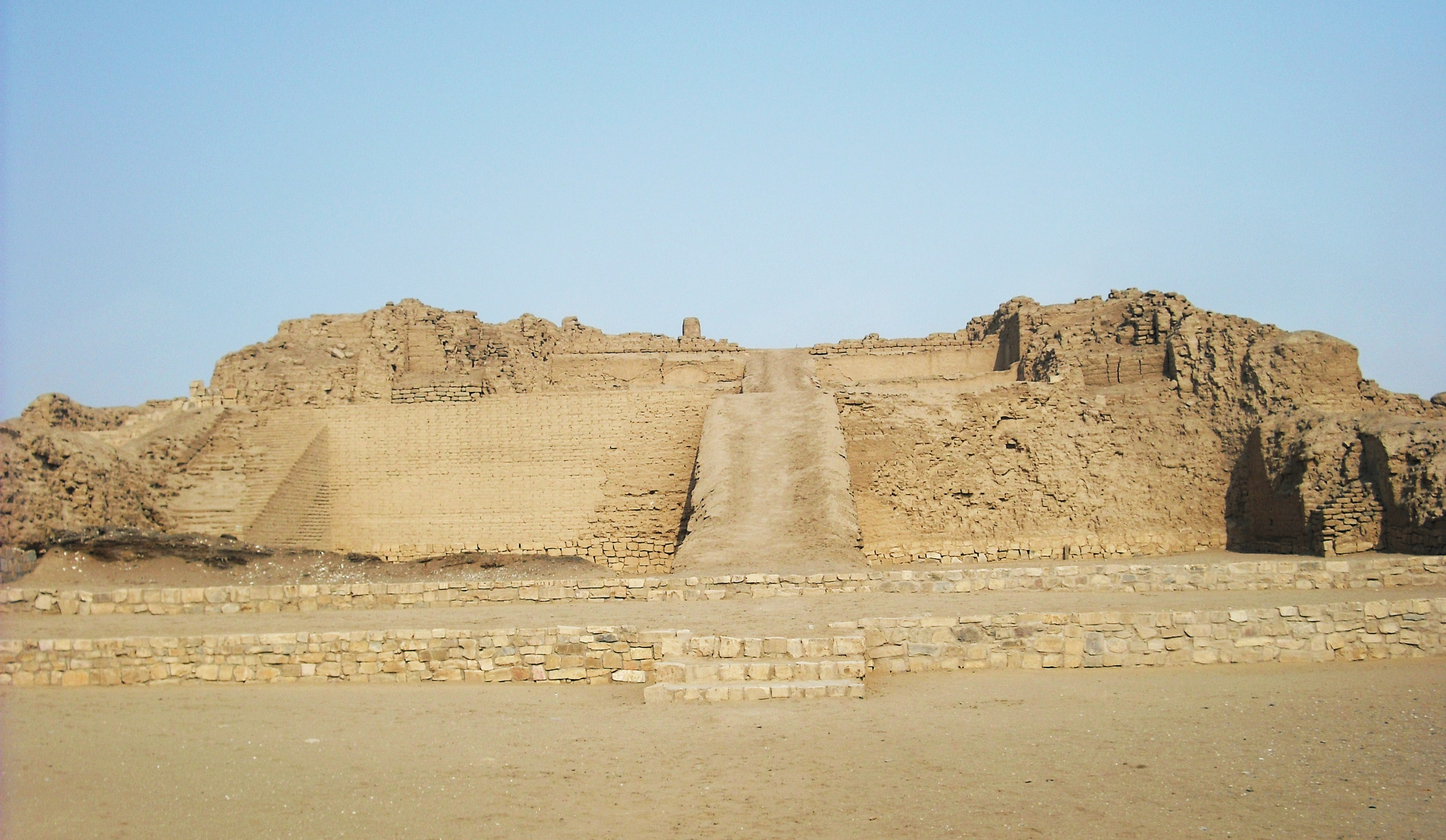
Pirámide con rampa de acceso.

Se conoce como «nunciaturas» a un conjunto de 16 edificios piramidales con rampas, que datan de entre 1100 y 1450 (periodo de la cultura Ichma). La base de cada una está hecha de piedras canteadas y el resto es de adobe; sus paredes estaban enlucidas.
Cuando llegaron los españoles se hallaban ya abandonados. Actualmente, la mayor parte de ellos está en situación ruinosa. Uhle los calificó de «palacios». El nombre de «nunciatura», deriva de unos informes consignados en la crónica de Antonio de la Calancha (1639), de las que se infiere que en Pachacamac se erigieron unas especies de sedes diplomático-religiosas, que representaban a las diversas naciones del mundo andino que rendían culto al dios (Kauffmann 2002).
Dos de estas pirámides han sido estudiadas:
- La Pirámide con Rampa I o edificio JB (Jiménez Borja), que entre 1968 y 1969 fue sometido a obras de limpieza y consolidación por Arturo Jiménez Borja y Alberto Bueno Mendoza. Este edificio nos da una clara idea de cómo era la planta de una pirámide con rampa: un gran patio delantero, luego el volumen piramidal al que se accede por medio de rampas. En el tope de la pirámide un despliegue arquitectónico en forma de herraje se abre una serie de pequeños ambientes. Detrás de la mole piramidal existen grandes depósitos para alimentos.
- La Pirámide con Rampa II, fue estudiada científicamente entre 1981 y 1983 por el arqueólogo Ponciano Paredes con la supervisión de Jiménez Borja.

### Templo Pintado o Templo de Pachacámac

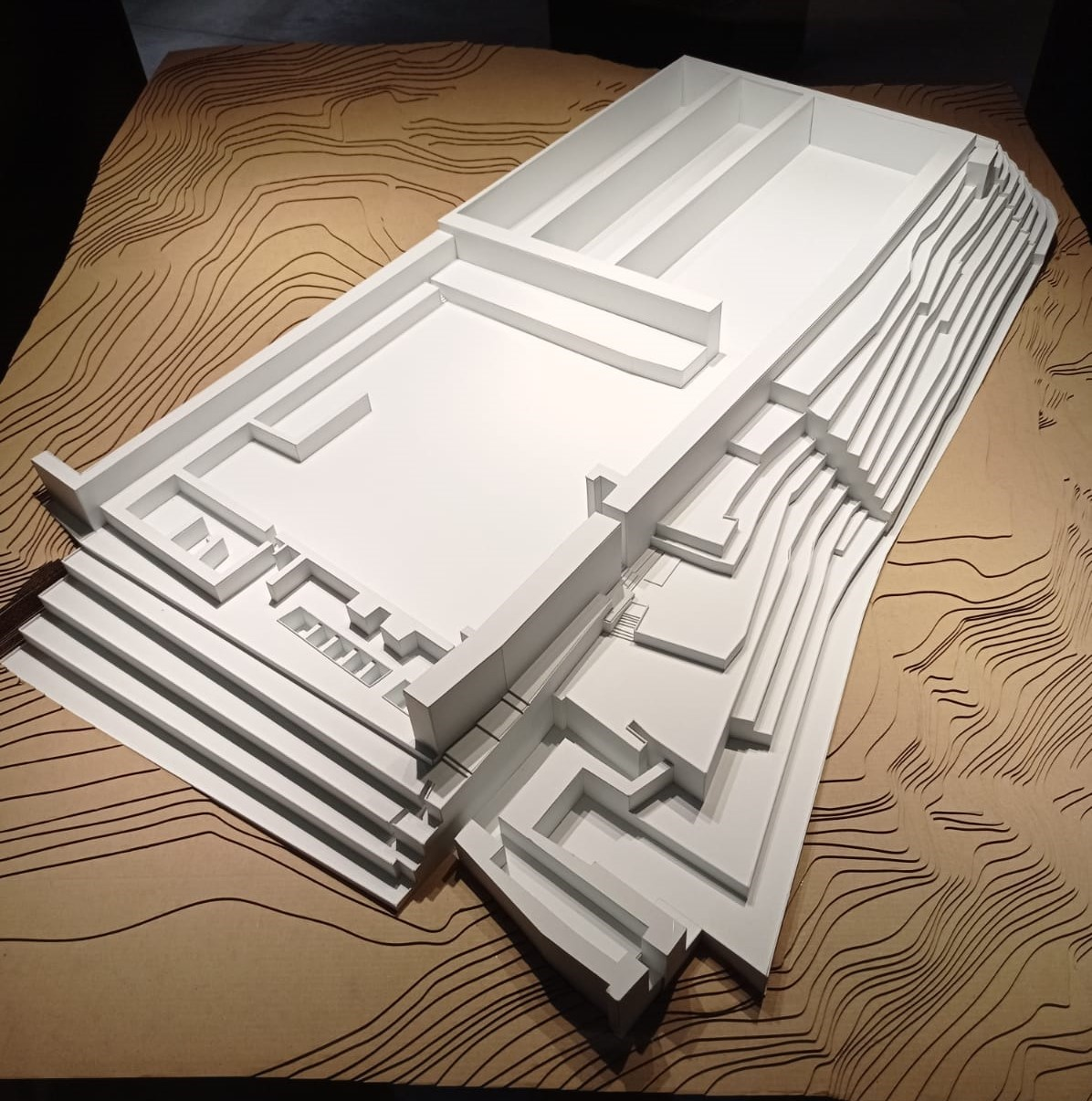
Maqueta que representa la reconstrucción del Templo Pintado.

Es una pirámide escalonada de unos 100 m de largo por unos 50 m de ancho. Al igual que otros edificios su base es de piedra y sus estructuras superiores de adobe, enlucidos todo con una capa fina de barro. Se llega a su cima por un camino en zigzag que asciende por medio de largas rampas, en donde hay dos patios grandes. En tres de sus lados se distinguen nueve terrazas o más bien escalones, algo curvos y de casi un metro de altura. Estas terrazas tenían originalmente sus paredes pintadas en rojo y algunos de sus sectores presentaban figuras multicolores que representaban personas, peces, animales marinos y plantas en rosado, amarillo y azul verdoso. Estas pinturas, descubiertas en los años 1930, están actualmente degradadas o borradas del todo. Por el estilo de sus pinturas se puede ubicar a este santuario en la época de la influencia Tiahuanaco-Huari (650-900 d. C.).

### Plaza de los Peregrinos
Es un gran espacio rectangular nivelado, al frente del lado oeste del Templo del Sol. Es de la época Inca (1450 d. C.) y presumiblemente servía de antesala de los peregrinos que iban a consultar el oráculo de Pachacámac. Se extiende unos 300 m, contaba con murallas e incluía un asiento o trono (ushnu). Se observa también los fundamentos de una doble hilera de columnas, que recorren por el centro y los lados de la cancha, la misma que pudo servir como sostén de un techo o cubierta liviana, tal vez de Totora. Se observa una tercera hilera de columnas en dirección al Templo del Sol.

## Museo de sitio Pachacámac

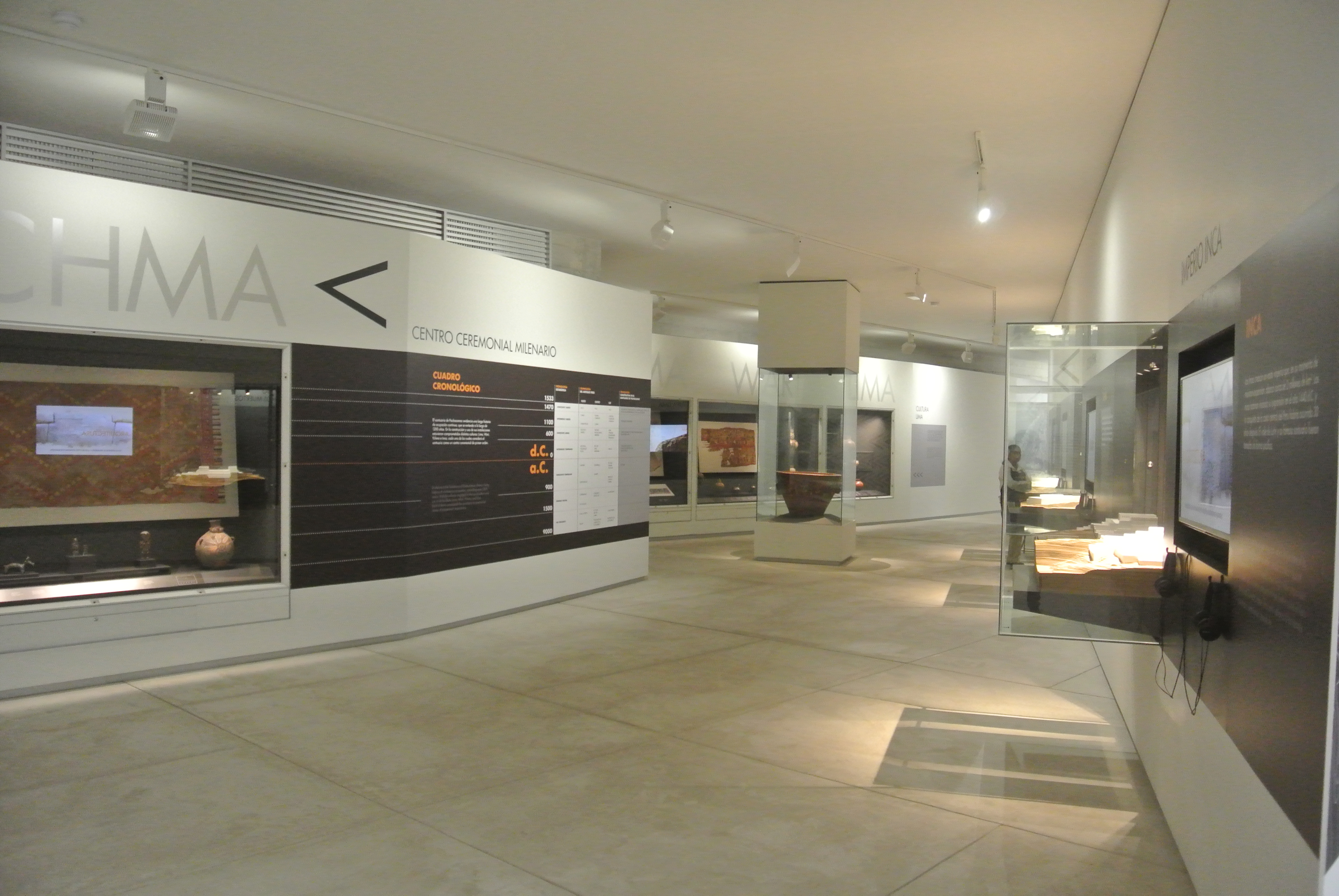
Sala de exposición en el Museo de sitio Pachacámac.

El santuario arqueológico cuenta con un museo de sitio, que fue originalmente fundado por Arturo Jiménez Borja en 1965, y reinaugurado el 15 de febrero de 2016 con un moderno edificio.
En 2012, desde el ejecutivo se lanzó un plan de manejo del santuario de Pachacámac en donde se proponía la conservación de valores del Santuario y  la colaboración participativa para su gestión, siendo esta aprobada en 2014, mediante el Decreto Supremo N 004-2014-MC.
Tiene una colección de más de 6500 piezas prehispánicas de diversos materiales como cerámica, madera, metal y textil. Una de las piezas emblemáticas del museo es el ídolo de Pachacámac.

## Clima
Se considera que la mejor época para visitar Pachacámac, a 31.5 km al sur de Lima, es entre los meses de enero y junio, y entre noviembre y diciembre, cuando se mantiene un clima agradable y apenas oscila el máximo promedio de 23 °C en el mes de febrero y 19 °C en junio.